# Каньете (провинция)
Каньете (исп. Provincia de Cañete, кечуа Kañiti pruwinsya) — одна из 9 провинций перуанского региона Лима. Площадь составляет 4 577,16 км². Население по данным на 2007 год — 200 662 человек. Плотность населения — 43,84 чел/км². Столица — город Сан-Висенте-де-Каньете.

## География
Расположена в юго-западной части региона. Граничит с регионом Ика (на юге) и провинциями: Яуйос (на востоке), Уарочири (на севере) и Лима (на северо-западе). На западе омывается водами Тихого океана.

## Административное деление
В административном отношении делится на 16 районов:
- Асиа
- Каланго
- Серро-Асул
- Чилка
- Коайльо
- Империал
- Лунауана
- Мала

- Нуэво-Империал
- Пакаран
- Килмана
- Сан-Антонио
- Сан-Луис
- Сан-Висенте-де-Каньете
- Санта-Крус-де-Флорес
- Суньига